# Jorge de Tezanos Pinto
Jorge Joaquín de Tezanos Pinto (San Salvador de Jujuy, Argentina 23 de abril de 1816 - Lima, Perú, 29 de noviembre de 1897) fue comerciante, diplomático y militar argentino, que tuvo un papel destacado en la exportación de cascarilla desde Bolivia, y que se desempeñó como embajador de El Salvador y cónsul argentino en el Perú, siendo considerado Decano del Cuerpo Diplomático en Lima.

## Familia y primeros años
Jorge de Tezanos Pinto nació en San Salvador de Jujuy el 23 de abril de 1816. Ese mismo día fue bautizado por Escolástico Zegada en la Catedral de San Salvador, donde se desempeñaba como cura rector, siendo padrinos su hermano mayor Manuel de Tezanos Pinto y su prima hermana María del Portal. Le fueron impuestos los nombres de Jorge Joaquín, el primero por haber nacido en la festividad de san Jorge, el segundo en recuerdo de su padre y de su tío abuelo Joaquín Pinto de los Ríos.

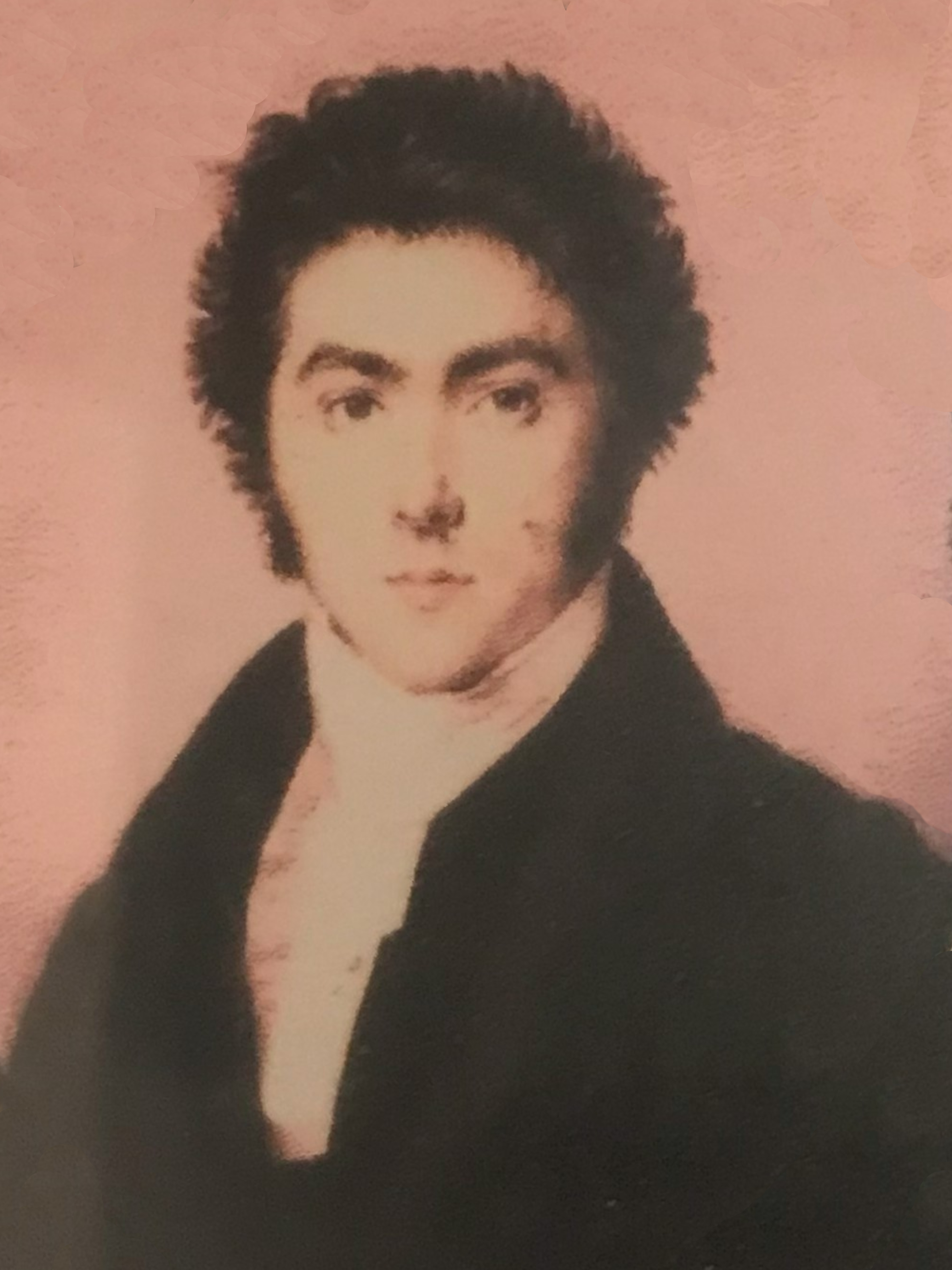
José Manuel, hermano de Jorge de Tezanos Pinto

Sus padres fueron el comerciante y funcionario español Manuel Joaquín de Tezanos Pinto, nacido en Los Tojos, Cantabria, radicado en Buenos Aires, Potosí y finalmente en San Salvador de Jujuy; y la jujeña Josefa Martina Sánchez de Bustamante González de Araujo. Ambos se habían casado ocultamente pues Joaquín Pinto de los Ríos, tío del novio, tenía la expectativa de que él contrajera matrimonio con una de sus hijas.
Descendía por vía paterna de la familia Pinto, que conformó una vasta red comercial y política en las actuales Argentina, Bolivia, Chile y Perú a lo largo del siglo XIX. Su madre le aportaba un importante capital social en la provincia de Jujuy: a través de ella era sobrino de Teodoro Sánchez de Bustamante, congresal de Tucumán, de Francisco de Argañaraz y Murguía, fundador de San Salvador en el siglo XVI, y del beato Pedro Ortiz de Zárate, encomendero de Humahuaca.

## Exilio en Bolivia
Los Tezanos Pinto, al igual que sus primos Sánchez de Bustamante, se habían comprometido fuertemente con la causa del Partido Unitario luego de la independencia argentina, al punto que Manuel de Tezanos Pinto, hermano de Jorge, fue uno de los firmantes de la Constitución argentina de 1826. Una vez vencida la Liga del Interior por los gobernadores federales los hermanos Tezanos Pinto partieron en exilio.
Jorge de Tezanos Pinto se radicó entonces en la década de 1830 en la ciudad boliviana de La Paz. Junto a su primo hermano Pedro José del Portal se dedicaron allí al comercio, desde la filial local de la empresa familiar Tezanos Pinto y Cía. En 1841 Jorge de Tezanos Pinto ya figuraba en registros de títulos valores como dependiente y aprendiz del comerciante vasco José María Artola, dueño de la poderosa firma Artola y Cía, de la que sería eventualmente socio.
Sus crecientes ingresos le permitieron asistir a otros argentinos desterrados de su país, que experimentaban dificultades económicas. Entre otras acciones, Tezanos Pinto el 22 de febrero de 1843 desde Cobija promovió una suscripción para auxiliar a la desgraciada familia del general La Madrid, residente en Chile, en extrema miseria.

### Comercialización de la cascarilla
Avecindado por sus negocios en Tacna, Tezanos Pinto desarrolló una estrecha amistad con José Ballivián, quien al asumir la presidencia del país lo nombró coronel del Ejército Boliviano. Durante la administración de Ballivián, su sociedad "Jorje de Tezanos Pinto y Compañía", integrada además por Pedro José Portal y los bolivianos Ildefonso Huici, Casimiro Bacarreza y Benigno Clavijo, adquirió en remate un concesión que le brindaba el monopolio sobre la extracción de cascarilla en Bolivia.
El acuerdo convenido disponía que a cambio de los derechos exclusivos de extracción de la cascarilla por cinco años Tezanos Pinto y sus socios deberían pagar $119.000 a partes mensuales. Fue aprobado por ley del 17 de octubre de 1844, con algunas modificaciones del Poder Legislativo, estableciéndose la obligación de atravesar las aduanas de La Paz para otorgar ingresos del comercio de la cascarilla a la región.
Jorge de Tezanos Pinto amasó una importante fortuna con la exportación monopólica de quina a Europa y a Estados Unidos, al igual que sus otros socios. Sin embargo, los comerciantes cascarilleros que se habían visto desplazados por el contrato monopólico, y los contrabandistas de cascarilla cuya actividad se veía reprimida por el gobierno boliviano, agitaron una reacción nacionalista contra el presidente Ballivián, con la expectativa de que su caída significaría la terminación del contrato con Tezanos Pinto.
La llegada a la presidencia de José Miguel de Velasco, la presión antimonopolista de los cascarilleros, y el impacto del contrabando al Perú en el precio de la quina, llevaron a Jorge de Tezanos Pinto a pasar la concesión a la sociedad Aramayo Hermanos y Cía. en 1849. Dos años más tarde la Convención Nacional de 1851 anularía directamente el contrato de concesión. La situación económica de Tezanos Pinto, que luego de abandonar el negocio de la cascarilla se dedicó a la actividad minera, distaba entonces de ser holgada como pocos años antes. En una carta fechada en 8 de febrero de 1852 Facundo Zuviría le expresaba a Bartolomé Mitre que nuestro buen amigo don Jorge Pinto está en quiebra por las malditas minas.
Al mismo tiempo, los gobiernos de Belzu y Velasco fueron hostiles con Jorge de Tezanos Pinto, de quien sospechaban por su cercanía al recientemente dimitido Ballivián. La desconfianza fue tal que en 1850 Manuel Isidoro Belzu envió una célebre circular a las autoridades de la frontera norte, encargándoles el mayor cuidado con la invasión preparada por el argentino don Jorge Pinto, elevado a general de división por el insigne traidor José Ballivián.

## Radicación en el Perú

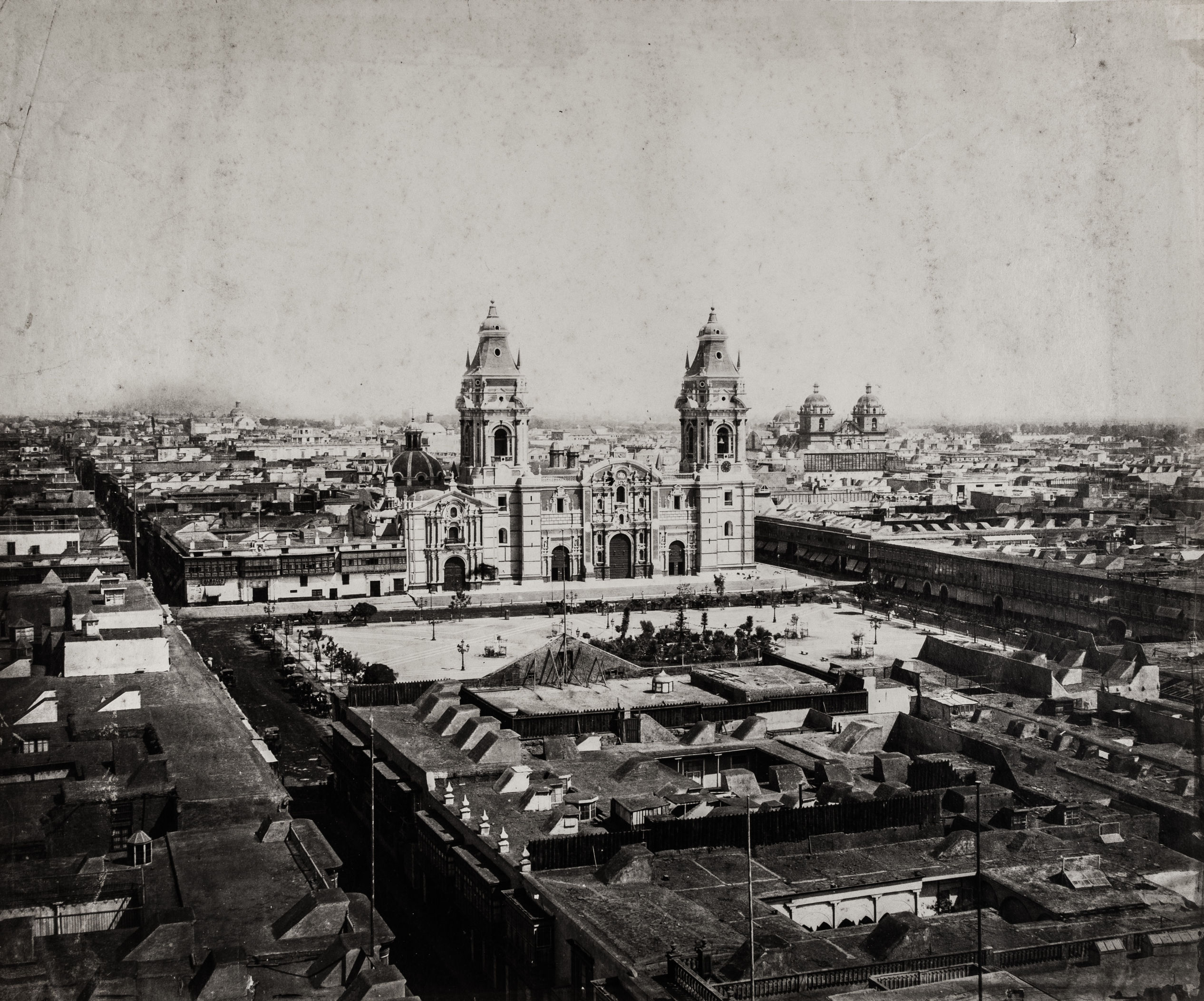
La ciudad de Lima en 1870.

Luego de sus años en Bolivia, se avecindó Tezanos Pinto en Arica, entonces ciudad peruana, y en el puerto chileno de Valparaíso, donde construyó una fuerte amistad con Domingo F. Sarmiento y Bartolomé Mitre. Tiempo más tarde le proporcionaría al segundo quince mil pesos para que bajo la razón social de B. Mitre y Cía. compre la imprenta del periódico El Comercio de Valparaíso a Juan Bautista Alberdi. Finalmente se instala en la ciudad de Lima, desde entonces su principal lugar de residencia, y donde fallecería.
Siguió sin embargo vinculado con su país natal, desde donde recibió diversos ofrecimientos para asumir cargos públicos. El presidente Justo José de Urquiza lo convocó para desempeñarse como convencional en el Congreso Constituyente de 1853 y como Ministro de Hacienda de la Confederación Argentina. Pero Jorge de Tezanos Pinto, atado a sus compromisos en Lima, rechazó ambas propuestas. También fue elegido el 29 de mayo de 1954 por la Legislatura jujeña para ser el primer diputado nacional en representación de la provincia de Jujuy, pero se objetó que por estar éste radicado en el Perú, sería sumamente difícil saber si aceptaría el cargo y si se trasladaría al país para desempeñarlo.

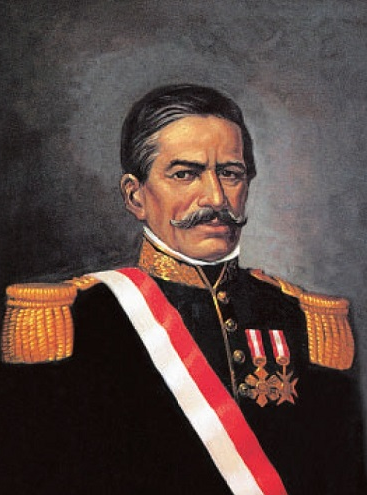
El general Ramón Castilla.

Al asumir su amigo Mitre como presidente de la Argentina lo nombró a Tezanos Pinto cónsul general en el Perú, pero él no aceptó justificándose en que las minas que explotaba en Copiapó no le daban suficientes ingresos, y que la retribución que percibiría por su cargo no alcanzaría para afrontar sus gastos. No obstante ello, le prometió a Mitre que si mejoraban sus negocios presentaría inmediatamente sus poderes a las autoridades peruanas.
El 24 de julio de 1860 Jorge de Tezanos Pinto fue visitado por un amigo que le comentó que le había llegado la noticia de que existía un complot para asesinar al presidente Ramón Castilla. Tezanos Pinto puso al presidente en conocimiento de ese hecho, pero por no confensar de quién había oído el rumor, para no romper su palabra de honor de resguardar el secreto, fue detenido y sometido a prisión preventiva. En notas publicadas en Valparaíso y Lima en octubre y noviembre de 1860 denunció la persecución que Castilla le realizaba.
En su sentencia el juez del caso lo condena al destierro. Sin embargo, la Corte Superior revoca la sentencia, confirmando la revocatoria por su parte la Corte Suprema del Perú. En descripciones del caso se afirma que no es posible que un hombre honrado, que ha cumplido su deber de lealtad para con Castilla advirtiéndolo del peligro, y que cumple luego su deber de lealtad para quienes lo hicieron partícipe, casualmente, del secreto, sea condenado. Tezanos Pinto sale, al fin, de la cárcel. Y la sociedad lo aplaude.

### Viaje a Europa
En noviembre de 1871 Jorge de Tezanos Pinto emprendió junto a su familia un largo viaje, que lo llevaría a conocer Europa, la Tierra Santa cristiana, y los Estados Unidos. Entre los numeros destinos visitados, el 29 de febrero de 1872 Tezanos Pinto fue recibido en audiencia particular por el Papa Pío IX. Emocionado por el encuentro, escribió al dorso de la invitación: he tenido el gratísimo honor de ser presentado junto con mis hijas Leonor y Carmen Rosa a Su Santidad.

### Actuación diplomática
A su vuelta a Lima después de su viaje por el mundo, Jorge de Tezanos Pinto se dedicó a la diplomacia, sumado a la actividad comercial que ya ejercía. En 1873 asumió la representación de la República de El Salvador ante el Perú, como su Enviado Extraordinario y Ministro Plenipotenciario. En el año 1876 su hijo homónimo se desempeñaba como Secretario Privado de la legación. Representó al Estado salvadoreño ante el gobierno peruano hasta ofrecer su dimisión al cargo en 1885.
Debido a su edad y antigüedad, en las décadas de 1880' y 1890' sería considerado Decano del Cuerpo Diplomático con asiento en Lima. Dicho rol, sumado a sus conexiones en Argentina, Chile, Bolivia y Perú, harían de Jorge de Tezanos Pinto uno de los representantes extranjeros más influyentes de la capital peruana. Sobre él se afirmó que en Lima ejerció gran influencia en las altas esferas. Sus consejos fueron muy solicitados y escuchados en los momentos difíciles.
Tezanos Pinto en su ejercicio de la actividad diplomática defendió fuertemente la resolución pacífica de los conflictos entre las naciones hispanoamericanas. En 1877 afirmaba que deploro yo, todo lo que de cualquier manera tienda a interrumpir la paz y el progreso del Perú. Este compromiso con la paz internacional lo llevó a tener una actuación destacada durante la Guerra del Pacífico, que enfrentó entre 1879 y 1884 a Perú, Bolivia y Chile.

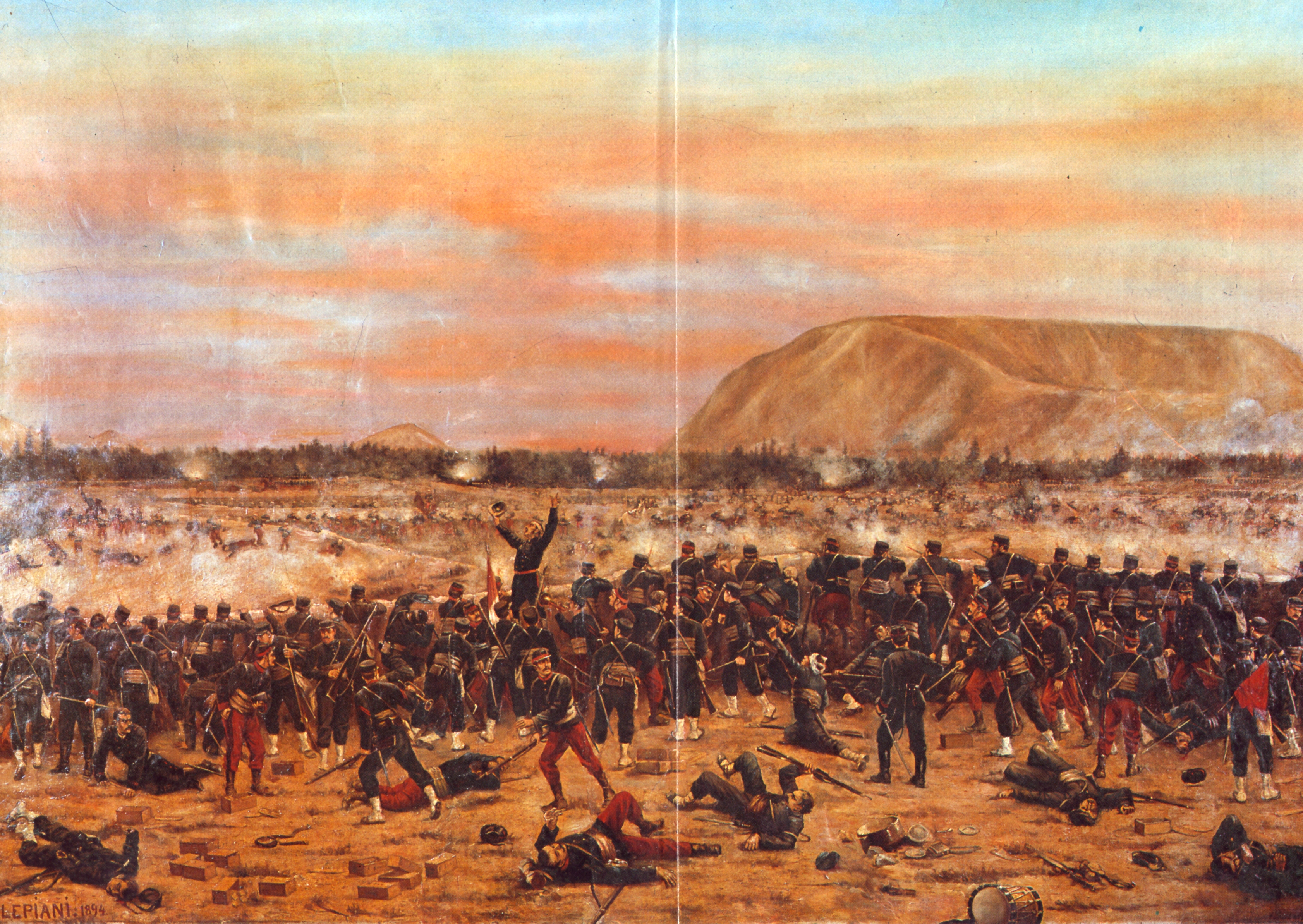
Escena de la Batalla de Miraflores.

El 14 de enero de 1881, desde su rol de Decano del Cuerpo Diplomático ante el Perú, Jorge de Tezanos Pinto encabezó los esfuerzos de las legaciones extranjeras en Lima para lograr una suspensión de las hostilidades entre los países beligerantes. A pesar de haber logrado un acuerdo de palabra para el cese del fuego con el general chileno Manuel Baquedano, lo que luego sería conocido como el Armisticio de San Juan, el día siguiente tuvo lugar la batalla de Miraflores, retornando con ella las agresiones entre ambos países.

Sobre el desempeño de Tezanos Pinto como representante diplomático de El Salvador durante la Guerra del Pacífico se expresó lo siguiente en 1882:
Durante el estado de guerra que se prolonga entre Chile, por una parte, y Bolivia y Perú, por la otra, el gobierno de El Salvador no ha cesado de observar sus deberes de mantener una estricta neutralidad. Nuestro ministro en Lima, el Sr. Jorge de Tezanos Pinto,  que es el decano del cuerpo diplomático, ha actuado constantemente de acuerdo con las opiniones de sus colegas , y conforme con los principios del Derecho Internacional, así como con las instrucciones de su gobierno, instrucciones dictadas por un profundo sentimiento de fraternidad y de amistad para pueblos de un origen común.
En 1889 el presidente argentino Julio Argentino Roca nombra a Jorge de Tezanos Pinto para desempeñarse como Cónsul General de su país en Lima, con jurisdicción en todo el Perú. Fue acreditado como tal por el gobierno peruano el 6 de noviembre de 1889. Se mantendría en el ejercicio de dicha función el resto de su vida, por casi diez años, hasta su fallecimiento el 29 de noviembre de 1897.

## Fallecimiento
Jorge Joaquín de Tezanos Pinto falleció el 29 de noviembre de 1897 en su residencia de Lampa 177, en la ciudad de Lima, fruto de una parálisis que había sufrido los dos últimos años. Tiempo antes había declarado su última voluntad en un testamento. Dos días más tarde se publicaba en el diario El Siglo el siguiente obituario:
Lima, 30 - Anoche falleció en esta capital el cónsul argentino don Jorge Tezanos Pinto, que estaba establecido en esta capital desde hace muchos años. El extinto era suegro del doctor Uriburu, presidente de la República Argentina; de don Lauro Cabral, ministro argentino en el Paraguay; de don José Domingo Cáceres, secretario de la legación del Perú en Italia, y de don Enrique Oyanguren, cónsul general del Perú en Valparaíso. Tenía 82 años de edad. Durante mucho tiempo fue ministro del Salvador y decano del cuerpo diplomático de esta capital. El entierro del caballero verificaráse mañana a la tarde.
En la oficina desde la que ejercía la función de cónsul general ante el Perú, luego de su fallecimiento, se encontraron libros impresos, o sea publicaciones oficiales a la rústica; hojas sueltas conteniendo las anotaciones que comprueban los certificados expedidos a ciudadanos argentinos; un cuaderno copiador de comunicaciones varias, y un escudo nacional pintado sobre latón.

## Distinciones
Jorge de Tezanos Pinto recibió numerosas distinciones en reconocimiento de su actuación como diplomático, funcionario y comerciante. Fue admitido como caballero de la Orden del Santo Sepulcro de Jerusalén, de la Orden de San Gregorio Magno, y de la Orden de San Juan de Malta. Su hija Leonor Tezanos Pinto de Uriburu también ingresaría como Dama a la Orden del Santo Sepulcro.
Tanto en los dos retratos fotográficos realizados por Eugenio Courret en 1884 que se conservan en la Biblioteca Nacional del Perú, como en el retrato al óleo realizado por Raúl Podestá que estuviera en poder de su bisnieto Carlos Gómez Álzaga, Jorge de Tezanos Pinto luce la Cruz de Jerusalén, emblema de los caballeros de la Orden del Santo Sepulcro.

## Matrimonio y descendencia

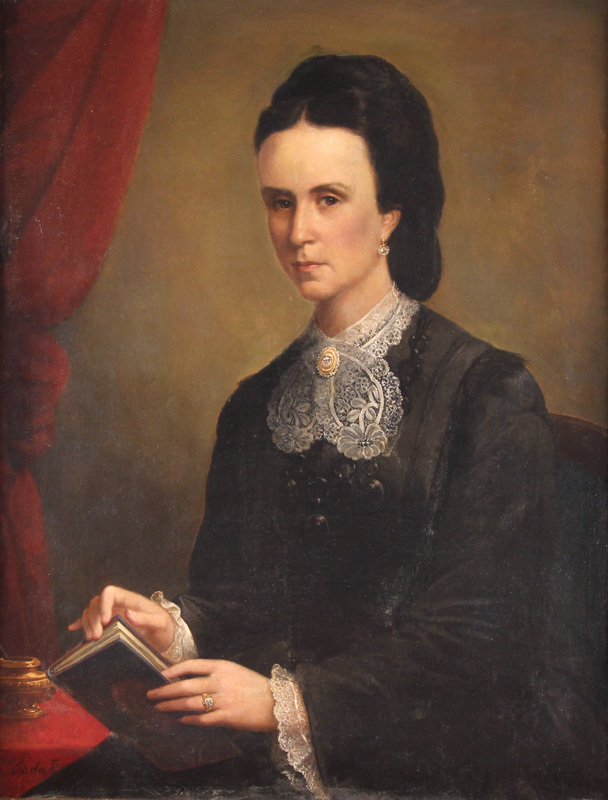
Retrato de Leonor Segovia del Rivero de Tezanos Pinto

El 19 de marzo de 1841 Jorge de Tezanos Pinto contrajo matrimonio en el Templo de San Agustín de la ciudad de La Paz, Bolivia, con la paceña Leonor Segovia del Rivero. Fueron testigos de la ceremonia Pedro José del Portal, primo hermano del novio, Miguel Teodosio Coello, e Ildefonso Huici, socio comercial de Tezanos Pinto.
La novia había sido bautizada el 12 de noviembre de 1828 en La Paz como Josefa Victoria Leonor. Era hija de Pablo Manuel Segovia del Risco, ministro tesorero de las Reales Cajas paceñas y ministro intendente de la Hacienda Nacional de Bolivia; y de Juana Felipa del Rivero Bezoain, hija a su vez del prócer del coronel Manuel José de Rivero Araníbar, prócer de la Independencia del Perú. A través de su matrimonio Jorge de Tezanos Pinto se integraba en la sociedad peruana y alto peruana, por pasar a ser parte de una de sus principales familias.

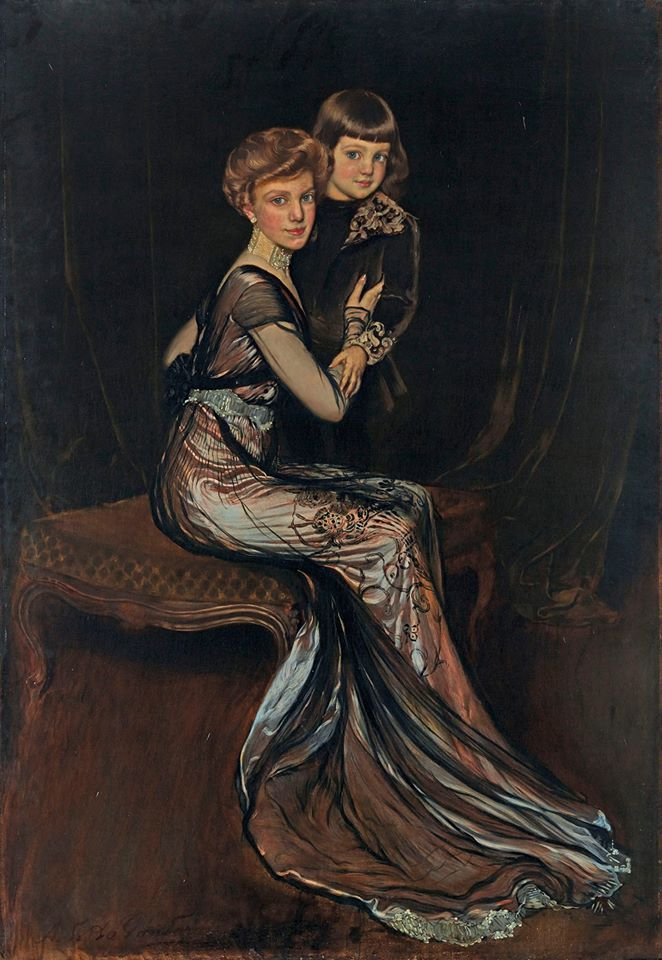
Leonor Uriburu de Tezanos Pinto y su hijo Emilio de Anchorena.

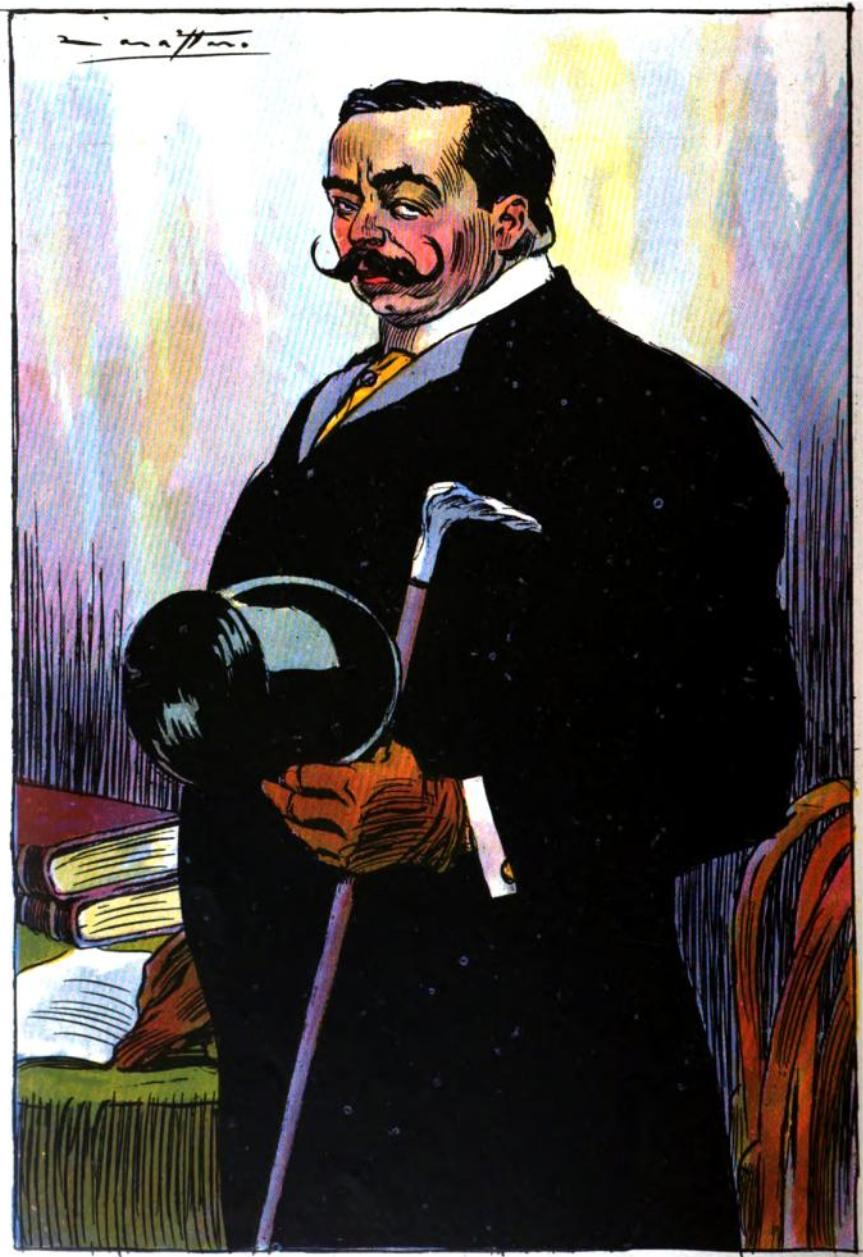
Ernesto de Tezanos Pinto

Jorge de Tezanos Pinto y Leonor Segovia del Rivero fueron padres de diecisiete hijos:
1. María Victoria de Tezanos Pinto, fallecida en la niñez.
2. María de Tezanos Pinto.
3. Leonor de Tezanos Pinto, dama de la Orden del Santo Sepulcro, casada con el presidente José Evaristo de Uriburu Arenales.
4. Jorge de Tezanos Pinto, recordado en un poema por Bartolomé Mitre,[33] casado con Zoraida Giulfo Ruso.
5. Manuel Pablo de Tezanos Pinto, radicado en San Salvador de Jujuy, casado con Encarnación Buitrago Santibáñez.
6. Rafael de Tezanos Pinto, diplomático, agregado a la embajada peruana en Italia.
7. David de Tezanos Pinto, fallecido en su juventud.
8. María de Tezanos Pinto, trilliza de las dos siguientes, las tres fallecidas al nacer, a quienes el presidente Mitre recuerda en un poema.[34]
9. María de Tezanos Pinto, trilliza de sus dos hermanas homónimas, fallecidas las tres al nacer.
10. María de Tezanos Pinto, trilliza de las dos anteriores, las tres fallecidas al nacer.
11. Josefa de Tezanos Pinto, casada con Enrique Oyanguren Saavedra, ministro de Hacienda del Perú, cónsul en Santiago de Chile.
12. Juana de Tezanos Pinto, casada con Lauro Cabral Castro, secretario de la legación argentina en Lima y embajador ante Paraguay.
13. Víctor de Tezanos Pinto, abogado y diputado, embajador ante Venezuela, amigo del presidente Marcelo T. de Alvear.
14. Carmen Rosa de Tezanos Pinto, casada con Indalecio Gómez González, embajador argentino en Alemania y ministro del Interior.
15. María Teresa de Tezanos Pinto, casada con José Domingo Cáceres, guerrero de  Miraflores, secretario de la legación peruana en Italia.
16. Mario de Tezanos Pinto, fallecido en la niñez.
17. Ernesto de Tezanos Pinto, diplomático, embajador peruano ante Venezuela, casado con la colombiana María de la Cuadra Jaramillo.

### Descendientes
Los hijos del matrimonio Tezanos Pinto Segovia del Rivero dejaron numerosa sucesión. Gracias a la carrera diplomático que la mayoría de ellos siguieron, su descendencia se expandió desde Perú a Argentina, Chile, Bolivia, Colombia, Venezuela, España, y Estados Unidos. Entre los descendientes más destacados se encuentran José Evaristo Uriburu Tezanos Pinto, embajador argentino ante el Reino Unido, Carlos Gómez Álzaga, embajador argentino ante Francia, Jorge Olavarría de Tezanos Pinto, constituyente venezolano, Manuel Falcó Anchorena, VI duque de Fernán Núñez, Mercedes Falcó Anchorena, VI duquesa del Arco, Jaime Frendt-Thurne, ministro de Salud peruano, Fernando de Soto Falcó, XV marqués de Arienzo, etcétera.

## Ancestros
| \| \| \| \| \| \| \| \| \| \| \| \| \| \| \| \| \| \| \| \| 16. Manuel de Tezanos Rubín \| \| \| \| \| \| \| \| \| \| \| \| \| \| \| \| \| \| \| \| \| \| \| \| \| \| \| \| \| \| \| \| \| \| \| \| \| \| \| \| \| \| \| \| \| \| \| \| \| \| \| \| \| \| 8. Manuel de Tezanos Rubín Tezanos \| \| \| \| \| \| \| \| \| \| \| \| \| \| \| \| \| \| \| \| \| \| \| \| \| \| \| \| \| \| \| \| \| \| \| \| \| \| \| \| \| \| \| \| \| \| \| \| \| \| \| \| \| \| 17. Manuela de Tezanos \| \| \| \| \| \| \| \| \| \| \| \| \| \| \| \| \| \| \| \| \| \| \| \| \| \| \| \| \| \| \| \| \| \| \| \| \| \| \| \| \| \| \| \| \| \| \| \| \| \| \| \| \| \| 4. Manuel de Tezanos Rubín y de los Ríos \| \| \| \| \| \| \| \| \| \| \| \| \| \| \| \| \| \| \| \| \| \| \| \| \| \| \| \| \| \| \| \| \| \| \| \| \| \| \| \| \| \| \| \| \| \| \| \| \| \| \| \| \| \| 18. Juan de los Ríos \| \| \| \| \| \| \| \| \| \| \| \| \| \| \| \| \| \| \| \| \| \| \| \| \| \| \| \| \| \| \| \| \| \| \| \| \| \| \| \| \| \| \| \| \| \| \| \| \| \| \| \| \| \| 9. Manuela de los Ríos Rebollo \| \| \| \| \| \| \| \| \| \| \| \| \| \| \| \| \| \| \| \| \| \| \| \| \| \| \| \| \| \| \| \| \| \| \| \| \| \| \| \| \| \| \| \| \| \| \| \| \| \| \| \| \| \| 19. María Rebollo \| \| \| \| \| \| \| \| \| \| \| \| \| \| \| \| \| \| \| \| \| \| \| \| \| \| \| \| \| \| \| \| \| \| \| \| \| \| \| \| \| \| \| \| \| \| \| \| \| \| \| \| \| \| 2. Manuel Joaquín de Tezanos Pinto \| \| \| \| \| \| \| \| \| \| \| \| \| \| \| \| \| \| \| \| \| \| \| \| \| \| \| \| \| \| \| \| \| \| \| \| \| \| \| \| \| \| \| \| \| \| \| \| \| \| \| \| \| \| 20. Juan Pinto \| \| \| \| \| \| \| \| \| \| \| \| \| \| \| \| \| \| \| \| \| \| \| \| \| \| \| \| \| \| \| \| \| \| \| \| \| \| \| \| \| \| \| \| \| \| \| \| \| \| \| \| \| \| 10. Simón Pinto de las Conchas \| \| \| \| \| \| \| \| \| \| \| \| \| \| \| \| \| \| \| \| \| \| \| \| \| \| \| \| \| \| \| \| \| \| \| \| \| \| \| \| \| \| \| \| \| \| \| \| \| \| \| \| \| \| 21. María de las Conchas \| \| \| \| \| \| \| \| \| \| \| \| \| \| \| \| \| \| \| \| \| \| \| \| \| \| \| \| \| \| \| \| \| \| \| \| \| \| \| \| \| \| \| \| \| \| \| \| \| \| \| \| \| \| 5. Juana Pinto González de los Ríos \| \| \| \| \| \| \| \| \| \| \| \| \| \| \| \| \| \| \| \| \| \| \| \| \| \| \| \| \| \| \| \| \| \| \| \| \| \| \| \| \| \| \| \| \| \| \| \| \| \| \| \| \| \| 22. Juan González de los Ríos Calderón \| \| \| \| \| \| \| \| \| \| \| \| \| \| \| \| \| \| \| \| \| \| \| \| \| \| \| \| \| \| \| \| \| \| \| \| \| \| \| \| \| \| \| \| \| \| \| \| \| \| \| \| \| \| 11. Antonia González de los Ríos \| \| \| \| \| \| \| \| \| \| \| \| \| \| \| \| \| \| \| \| \| \| \| \| \| \| \| \| \| \| \| \| \| \| \| \| \| \| \| \| \| \| \| \| \| \| \| \| \| \| \| \| \| \| 23. María de los Ríos \| \| \| \| \| \| \| \| \| \| \| \| \| \| \| \| \| \| \| \| \| \| \| \| \| \| \| \| \| \| \| \| \| \| \| \| \| \| \| \| \| \| \| \| \| \| \| \| \| \| \| \| \| \| 1. Jorge Joaquín de Tezanos Pinto Sánchez de Bustamante \| \| \| \| \| \| \| \| \| \| \| \| \| \| \| \| \| \| \| \| \| \| \| \| \| \| \| \| \| \| \| \| \| \| \| \| \| \| \| \| \| \| \| \| \| \| \| \| \| \| \| \| \| \| 24. José Sánchez de Bustamante \| \| \| \| \| \| \| \| \| \| \| \| \| \| \| \| \| \| \| \| \| \| \| \| \| \| \| \| \| \| \| \| \| \| \| \| \| \| \| \| \| \| \| \| \| \| \| \| \| \| \| \| \| \| 12. Francisco Sánchez de Bustamante de la Torre \| \| \| \| \| \| \| \| \| \| \| \| \| \| \| \| \| \| \| \| \| \| \| \| \| \| \| \| \| \| \| \| \| \| \| \| \| \| \| \| \| \| \| \| \| \| \| \| \| \| \| \| \| \| 25. Clara de la Torre \| \| \| \| \| \| \| \| \| \| \| \| \| \| \| \| \| \| \| \| \| \| \| \| \| \| \| \| \| \| \| \| \| \| \| \| \| \| \| \| \| \| \| \| \| \| \| \| \| \| \| \| \| \| 6. Domingo Manuel Sánchez de Bustamante y de la Cuesta \| \| \| \| \| \| \| \| \| \| \| \| \| \| \| \| \| \| \| \| \| \| \| \| \| \| \| \| \| \| \| \| \| \| \| \| \| \| \| \| \| \| \| \| \| \| \| \| \| \| \| \| \| \| 26. Francisco de la Cuesta del Río \| \| \| \| \| \| \| \| \| \| \| \| \| \| \| \| \| \| \| \| \| \| \| \| \| \| \| \| \| \| \| \| \| \| \| \| \| \| \| \| \| \| \| \| \| \| \| \| \| \| \| \| \| \| 13. María de la Cuesta Plata \| \| \| \| \| \| \| \| \| \| \| \| \| \| \| \| \| \| \| \| \| \| \| \| \| \| \| \| \| \| \| \| \| \| \| \| \| \| \| \| \| \| \| \| \| \| \| \| \| \| \| \| \| \| 27. María de la Plata \| \| \| \| \| \| \| \| \| \| \| \| \| \| \| \| \| \| \| \| \| \| \| \| \| \| \| \| \| \| \| \| \| \| \| \| \| \| \| \| \| \| \| \| \| \| \| \| \| \| \| \| \| \| 3. Josefa Martina Sánchez de Bustamante González de Araujo \| \| \| \| \| \| \| \| \| \| \| \| \| \| \| \| \| \| \| \| \| \| \| \| \| \| \| \| \| \| \| \| \| \| \| \| \| \| \| \| \| \| \| \| \| \| \| \| \| \| \| \| \| \| 28. Juan González del Puerto \| \| \| \| \| \| \| \| \| \| \| \| \| \| \| \| \| \| \| \| \| \| \| \| \| \| \| \| \| \| \| \| \| \| \| \| \| \| \| \| \| \| \| \| \| \| \| \| \| \| \| \| \| \| 14. Juan González de Araujo \| \| \| \| \| \| \| \| \| \| \| \| \| \| \| \| \| \| \| \| \| \| \| \| \| \| \| \| \| \| \| \| \| \| \| \| \| \| \| \| \| \| \| \| \| \| \| \| \| \| \| \| \| \| 29. Luisa del Pino Araujo \| \| \| \| \| \| \| \| \| \| \| \| \| \| \| \| \| \| \| \| \| \| \| \| \| \| \| \| \| \| \| \| \| \| \| \| \| \| \| \| \| \| \| \| \| \| \| \| \| \| \| \| \| \| 7. María Tomasa González de Araujo Ortiz de Zárate \| \| \| \| \| \| \| \| \| \| \| \| \| \| \| \| \| \| \| \| \| \| \| \| \| \| \| \| \| \| \| \| \| \| \| \| \| \| \| \| \| \| \| \| \| \| \| \| \| \| \| \| \| \| 30. Pedro Ortiz de Zárate Vieyra de la Mota \| \| \| \| \| \| \| \| \| \| \| \| \| \| \| \| \| \| \| \| \| \| \| \| \| \| \| \| \| \| \| \| \| \| \| \| \| \| \| \| \| \| \| \| \| \| \| \| \| \| \| \| \| \| 15. Josefa Ortiz de Zárate Martínez Tejeda \| \| \| \| \| \| \| \| \| \| \| \| \| \| \| \| \| \| \| \| \| \| \| \| \| \| \| \| \| \| \| \| \| \| \| \| \| \| \| \| \| \| \| \| \| \| \| \| \| \| \| \| \| \| 31. Tomasa Martínez de Tejada Tejeda Guzmán \| \| \| \| \| \| \| \| \| \| \| \| \| \| \| \| \| \| \| \| \| \| \| \| \| \| \| \| \| \| \| \| \| \| \| \| \| \| \| \| \| \| \| \| \| \| \| \| \| \| \| \| |                                                            |  |  |  |  |  |  |  |  |  |  |  |  |  |  |  |
| |                                                            |  |  |  |  |  |  |  |  |  |  |  |  |  |  |  |
| | 16. Manuel de Tezanos Rubín                                |  |  |  |  |  |  |  |  |  |  |  |  |  |  |  |
| |                                                            |  |  |  |  |  |  |  |  |  |  |  |  |  |  |  |
| |                                                            |  |  |  |  |  |  |  |  |  |  |  |  |  |  |  |
| | 8. Manuel de Tezanos Rubín Tezanos                         |  |  |  |  |  |  |  |  |  |  |  |  |  |  |  |
| |                                                            |  |  |  |  |  |  |  |  |  |  |  |  |  |  |  |
| |                                                            |  |  |  |  |  |  |  |  |  |  |  |  |  |  |  |
| | 17. Manuela de Tezanos                                     |  |  |  |  |  |  |  |  |  |  |  |  |  |  |  |
| |                                                            |  |  |  |  |  |  |  |  |  |  |  |  |  |  |  |
| |                                                            |  |  |  |  |  |  |  |  |  |  |  |  |  |  |  |
| | 4. Manuel de Tezanos Rubín y de los Ríos                   |  |  |  |  |  |  |  |  |  |  |  |  |  |  |  |
| |                                                            |  |  |  |  |  |  |  |  |  |  |  |  |  |  |  |
| |                                                            |  |  |  |  |  |  |  |  |  |  |  |  |  |  |  |
| | 18. Juan de los Ríos                                       |  |  |  |  |  |  |  |  |  |  |  |  |  |  |  |
| |                                                            |  |  |  |  |  |  |  |  |  |  |  |  |  |  |  |
| |                                                            |  |  |  |  |  |  |  |  |  |  |  |  |  |  |  |
| | 9. Manuela de los Ríos Rebollo                             |  |  |  |  |  |  |  |  |  |  |  |  |  |  |  |
| |                                                            |  |  |  |  |  |  |  |  |  |  |  |  |  |  |  |
| |                                                            |  |  |  |  |  |  |  |  |  |  |  |  |  |  |  |
| | 19. María Rebollo                                          |  |  |  |  |  |  |  |  |  |  |  |  |  |  |  |
| |                                                            |  |  |  |  |  |  |  |  |  |  |  |  |  |  |  |
| |                                                            |  |  |  |  |  |  |  |  |  |  |  |  |  |  |  |
| | 2. Manuel Joaquín de Tezanos Pinto                         |  |  |  |  |  |  |  |  |  |  |  |  |  |  |  |
| |                                                            |  |  |  |  |  |  |  |  |  |  |  |  |  |  |  |
| |                                                            |  |  |  |  |  |  |  |  |  |  |  |  |  |  |  |
| | 20. Juan Pinto                                             |  |  |  |  |  |  |  |  |  |  |  |  |  |  |  |
| |                                                            |  |  |  |  |  |  |  |  |  |  |  |  |  |  |  |
| |                                                            |  |  |  |  |  |  |  |  |  |  |  |  |  |  |  |
| | 10. Simón Pinto de las Conchas                             |  |  |  |  |  |  |  |  |  |  |  |  |  |  |  |
| |                                                            |  |  |  |  |  |  |  |  |  |  |  |  |  |  |  |
| |                                                            |  |  |  |  |  |  |  |  |  |  |  |  |  |  |  |
| | 21. María de las Conchas                                   |  |  |  |  |  |  |  |  |  |  |  |  |  |  |  |
| |                                                            |  |  |  |  |  |  |  |  |  |  |  |  |  |  |  |
| |                                                            |  |  |  |  |  |  |  |  |  |  |  |  |  |  |  |
| | 5. Juana Pinto González de los Ríos                        |  |  |  |  |  |  |  |  |  |  |  |  |  |  |  |
| |                                                            |  |  |  |  |  |  |  |  |  |  |  |  |  |  |  |
| |                                                            |  |  |  |  |  |  |  |  |  |  |  |  |  |  |  |
| | 22. Juan González de los Ríos Calderón                     |  |  |  |  |  |  |  |  |  |  |  |  |  |  |  |
| |                                                            |  |  |  |  |  |  |  |  |  |  |  |  |  |  |  |
| |                                                            |  |  |  |  |  |  |  |  |  |  |  |  |  |  |  |
| | 11. Antonia González de los Ríos                           |  |  |  |  |  |  |  |  |  |  |  |  |  |  |  |
| |                                                            |  |  |  |  |  |  |  |  |  |  |  |  |  |  |  |
| |                                                            |  |  |  |  |  |  |  |  |  |  |  |  |  |  |  |
| | 23. María de los Ríos                                      |  |  |  |  |  |  |  |  |  |  |  |  |  |  |  |
| |                                                            |  |  |  |  |  |  |  |  |  |  |  |  |  |  |  |
| |                                                            |  |  |  |  |  |  |  |  |  |  |  |  |  |  |  |
| | 1. Jorge Joaquín de Tezanos Pinto Sánchez de Bustamante    |  |  |  |  |  |  |  |  |  |  |  |  |  |  |  |
| |                                                            |  |  |  |  |  |  |  |  |  |  |  |  |  |  |  |
| |                                                            |  |  |  |  |  |  |  |  |  |  |  |  |  |  |  |
| | 24. José Sánchez de Bustamante                             |  |  |  |  |  |  |  |  |  |  |  |  |  |  |  |
| |                                                            |  |  |  |  |  |  |  |  |  |  |  |  |  |  |  |
| |                                                            |  |  |  |  |  |  |  |  |  |  |  |  |  |  |  |
| | 12. Francisco Sánchez de Bustamante de la Torre            |  |  |  |  |  |  |  |  |  |  |  |  |  |  |  |
| |                                                            |  |  |  |  |  |  |  |  |  |  |  |  |  |  |  |
| |                                                            |  |  |  |  |  |  |  |  |  |  |  |  |  |  |  |
| | 25. Clara de la Torre                                      |  |  |  |  |  |  |  |  |  |  |  |  |  |  |  |
| |                                                            |  |  |  |  |  |  |  |  |  |  |  |  |  |  |  |
| |                                                            |  |  |  |  |  |  |  |  |  |  |  |  |  |  |  |
| | 6. Domingo Manuel Sánchez de Bustamante y de la Cuesta     |  |  |  |  |  |  |  |  |  |  |  |  |  |  |  |
| |                                                            |  |  |  |  |  |  |  |  |  |  |  |  |  |  |  |
| |                                                            |  |  |  |  |  |  |  |  |  |  |  |  |  |  |  |
| | 26. Francisco de la Cuesta del Río                         |  |  |  |  |  |  |  |  |  |  |  |  |  |  |  |
| |                                                            |  |  |  |  |  |  |  |  |  |  |  |  |  |  |  |
| |                                                            |  |  |  |  |  |  |  |  |  |  |  |  |  |  |  |
| | 13. María de la Cuesta Plata                               |  |  |  |  |  |  |  |  |  |  |  |  |  |  |  |
| |                                                            |  |  |  |  |  |  |  |  |  |  |  |  |  |  |  |
| |                                                            |  |  |  |  |  |  |  |  |  |  |  |  |  |  |  |
| | 27. María de la Plata                                      |  |  |  |  |  |  |  |  |  |  |  |  |  |  |  |
| |                                                            |  |  |  |  |  |  |  |  |  |  |  |  |  |  |  |
| |                                                            |  |  |  |  |  |  |  |  |  |  |  |  |  |  |  |
| | 3. Josefa Martina Sánchez de Bustamante González de Araujo |  |  |  |  |  |  |  |  |  |  |  |  |  |  |  |
| |                                                            |  |  |  |  |  |  |  |  |  |  |  |  |  |  |  |
| |                                                            |  |  |  |  |  |  |  |  |  |  |  |  |  |  |  |
| | 28. Juan González del Puerto                               |  |  |  |  |  |  |  |  |  |  |  |  |  |  |  |
| |                                                            |  |  |  |  |  |  |  |  |  |  |  |  |  |  |  |
| |                                                            |  |  |  |  |  |  |  |  |  |  |  |  |  |  |  |
| | 14. Juan González de Araujo                                |  |  |  |  |  |  |  |  |  |  |  |  |  |  |  |
| |                                                            |  |  |  |  |  |  |  |  |  |  |  |  |  |  |  |
| |                                                            |  |  |  |  |  |  |  |  |  |  |  |  |  |  |  |
| | 29. Luisa del Pino Araujo                                  |  |  |  |  |  |  |  |  |  |  |  |  |  |  |  |
| |                                                            |  |  |  |  |  |  |  |  |  |  |  |  |  |  |  |
| |                                                            |  |  |  |  |  |  |  |  |  |  |  |  |  |  |  |
| | 7. María Tomasa González de Araujo Ortiz de Zárate         |  |  |  |  |  |  |  |  |  |  |  |  |  |  |  |
| |                                                            |  |  |  |  |  |  |  |  |  |  |  |  |  |  |  |
| |                                                            |  |  |  |  |  |  |  |  |  |  |  |  |  |  |  |
| | 30. Pedro Ortiz de Zárate Vieyra de la Mota                |  |  |  |  |  |  |  |  |  |  |  |  |  |  |  |
| |                                                            |  |  |  |  |  |  |  |  |  |  |  |  |  |  |  |
| |                                                            |  |  |  |  |  |  |  |  |  |  |  |  |  |  |  |
| | 15. Josefa Ortiz de Zárate Martínez Tejeda                 |  |  |  |  |  |  |  |  |  |  |  |  |  |  |  |
| |                                                            |  |  |  |  |  |  |  |  |  |  |  |  |  |  |  |
| |                                                            |  |  |  |  |  |  |  |  |  |  |  |  |  |  |  |
| | 31. Tomasa Martínez de Tejada Tejeda Guzmán                |  |  |  |  |  |  |  |  |  |  |  |  |  |  |  |
| |                                                            |  |  |  |  |  |  |  |  |  |  |  |  |  |  |  |
| |                                                            |  |  |  |  |  |  |  |  |  |  |  |  |  |  |  |